# ديفيد ألان إيفانز
ديفيد ألان إيفانز (بالإنجليزية: David Allan Evans)‏ هو شاعر أمريكي، ولد في 1940 في سيوكس سيتي في الولايات المتحدة.